# Flugplatz Hahnweide

i7
i11
i13

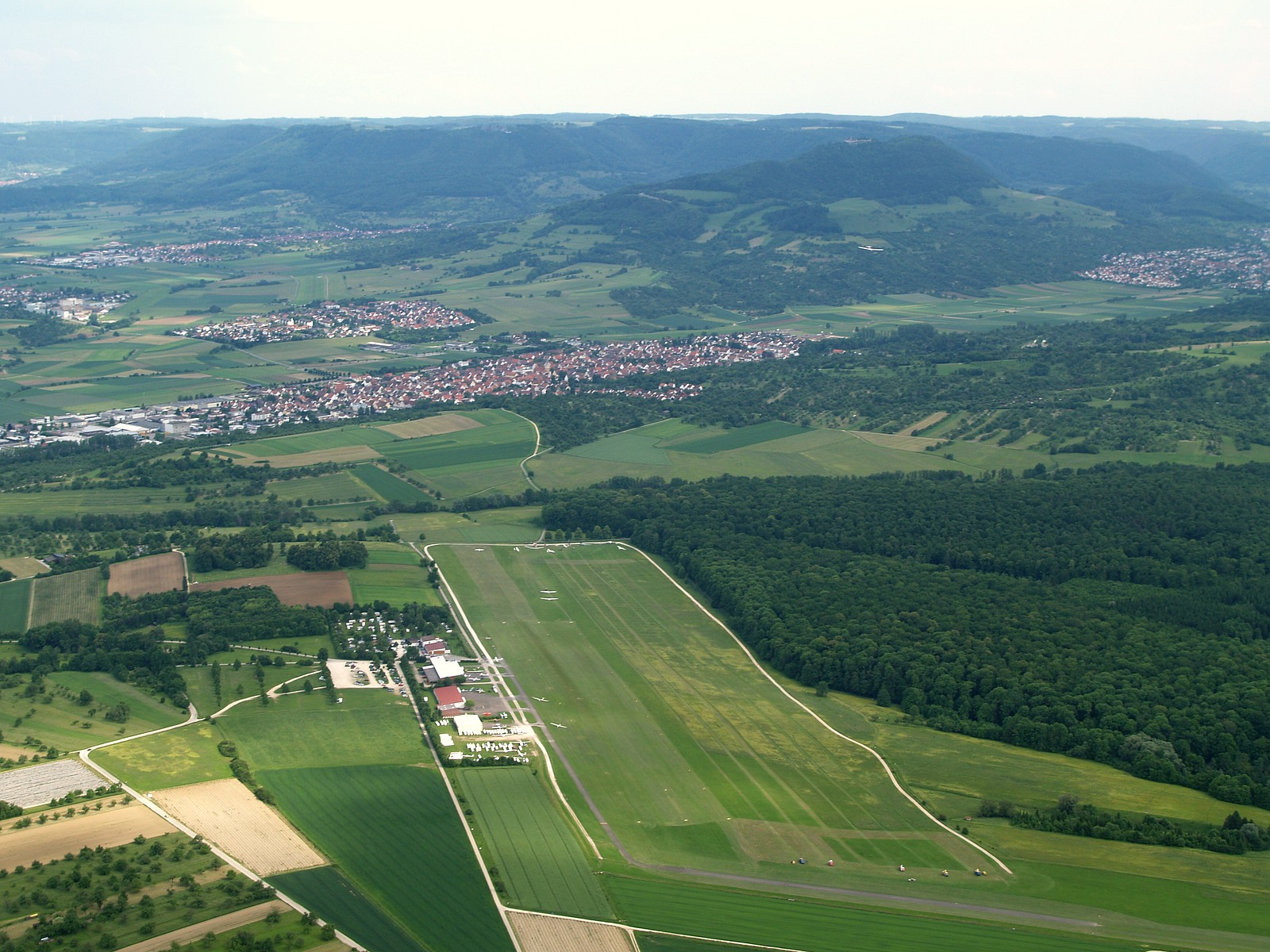
Lage des Flugplatzes am Fuß des Albtraufs

Die Hahnweide (ICAO-Code: EDST) ist ein etwa zwei Kilometer südwestlich von Kirchheim unter Teck gelegener Sonderlandeplatz. Alle zwei Jahre findet dort das größte europäische Oldtimer-Fliegertreffen statt.

## Eigentümer, Pächter und Betreiber
Eigentümer des Geländes ist die Stadt Kirchheim unter Teck.
Pächter und Betreiber ist der Baden-Württembergische Luftfahrtverband (BWLV). Er wird auf dem Gelände selbst in der Regel durch die Fliegergruppe Wolf Hirth e. V. (als Verein Mitglied des BWLV) vertreten.
Ein 1985 erneuerter Vertrag zwischen der Stadt Kirchheim unter Teck und dem BWLV regelt die Nutzung des Fluggeländes (z. B. Einschränkungen der Anzahl und Art der Flugzeuge).

## Veranstaltungen
Seit 1966 findet jährlich der Internationale Hahnweide-Segelflugwettbewerb statt. Alle zwei bis drei Jahre im September wird außerdem das Hahnweide Oldtimer-Fliegertreffen veranstaltet.  Im September 2016 wurde die Veranstaltung zum 18. Mal ausgerichtet, nachdem im Jahr 2015 eine Veranstaltungspause eingelegt wurde. Zwischen dem 13. und 15. September 2019 wurde die Veranstaltung von ca. 70.000 Personen besucht.

Das Flugfeld am Sonntagmorgen beim Oldtimer-Fliegertreffen (OTT) 2011 vor dem Flugbetrieb.

## Ansässige Vereine
Neben der Fliegergruppe Wolf Hirth sind die folgenden acht Vereine ansässig:
- Flugsportgruppe Bölkow Nabern
- Sportfliegerclub Ebersbach/Fils
- Fliegergruppe Neckartal/Köngen
- Fliegergruppe Nellingen
- Flugsportverein Nürtingen
- Aero Club Stuttgart
- Sportfliegerclub Stuttgart
- Segelfliegergruppe Wendlingen

Daneben betreibt der BWLV auf der Hahnweide seine Motorflugschule.

## Betriebsbeschränkungen
Im Zuge der Umwandlung des Segelfluggeländes Hahnweide zu einem Sonderlandeplatz wurde die zulässige Anzahl von Flugbewegungen mit motorgetriebenen Luftfahrzeugen auf maximal 15.000 pro Jahr festgelegt, um die Lärmbelastung für Anwohner in Grenzen zu halten.
Anflüge von platzfremden motorgetriebenen Luftfahrzeugen sind daher in aller Regel nicht möglich.